# Середа, Пётр Сельверстович
Середа Пётр Сельверстович (3 декабря 1917 — 7 декабря 1984) — участник Великой Отечественной войны, генерал-майор авиации в запасе. Герой Советского Союза.

## Биография
Родился в городе Мелитополь, ныне Запорожской области Украины, в семье рабочего. Окончил 7 классов, школу ФЗУ и аэроклуб. Работал токарем на заводе, затем инструктором аэроклуба.
С января 1938 года в Красной Армии. В том же году окончил Качинскую военную авиационную школу пилотов. Член ВКП(б)/КПСС с 1942 года. Участник похода Советских войск в Западную Украину и Западную Белоруссию 1939 года.
На фронтах Великой Отечественной войны лейтенант Середа с июня 1941 года. Уже 6 сентября 1941 года за 110 боевых вылетов, уничтоженные 3 немецких самолёта лично и 1 — в группе, был представлен к званию Героя Советского Союза, но награду ему заменили на орден Ленина.
Маршал Вершинин К. А.:

«Авиация Южного фронта хорошо помогала своим наземным войскам и в период преследования врага от Ростова к Таганрогу. С 27 ноября по 5 декабря она произвела 2230 самолёто-вылетов, уничтожила 65 танков, 49 самолётов, 1600 автомашин, 30 орудий, около 6000 солдат и офицеров противника. Особенно отличился в этих боях лейтенант 88-го истребительного авиаполка Петр Селиверстович Середа. В районе Кирпичево возглавляемая им шестерка И-16 нанесла штурмовой удар по вражеской колонне и уничтожила пять автомашин с боеприпасами, а также до взвода пехоты. Девятка „мессершмиттов“, пытавшаяся сковать действия нашей группы, не добилась успеха. Несмотря на серьёзное повреждение машины, Середа дрался до победного конца. Его примеру следовал и лейтенант Сливка».

Командир эскадрильи 88-го истребительного авиационного полка (216-я истребительная авиационная дивизия, 4-я воздушная армия, Закавказский фронт) капитан Середа к июлю 1942 года совершил 270 боевых вылетов на разведку и штурмовку живой силы и техники противника, в 60 воздушных боях сбил 7 вражеских самолётов (лично и в группе), и ещё 2 сжёг при атаках вражеских аэродромов. При воздушной разведке 19 июля 1942 года, имея задание разведать обстановку в условиях глубокого прорыва вражеских войск в расположение 9-й армии, обнаружил с воздуха колонну красноармейцев и сел на поле рядом с ними. Тем не менее это оказалась колонна пленных красноармейцев, сопровождавшаяся немецкими охранниками, которые открыли огонь по лётчику. Середа получил 4 пулевых ранения, но сумел забраться в кабину истребителя и взлететь, а по возвращении — доложить о результатах разведки.
Маршал А. И. Покрышкин:

… Где-то севернее Миллерова Середа искал наши танки, потерявшие связь со штабом. Большую группу танков. Своих! Никто ничего не знал о них после того, как штабу стало известно, что они остались там, за Миллеровом, без горючего. Предполагалось, что они окопались и вели бои, как артиллерия. Середа облетел, осмотрел весь заданный район, но танков не обнаружил. Он уже решил идти домой, как увидел на дороге небольшую колонну солдат. Это были наши пехотинцы, и шли они по направлению от фронта на Миллерово. Не мог Середа возвратиться домой, не добыв сведений о танках, не выполнив приказа. И он, выбрав ровное поле, сел на своём истребителе возле колонны. Он обрадовался, увидев наших солдат. Они остановились, но никто не подходил. Почему они все безоружны? Середа, не выключая мотора, выскочил из кабины и остановился около крыла. Обстановка показалась ему подозрительной, и он не решился отходить от самолёта. Отсюда стал подзывать к себе солдат. Один из них подошёл к нему. Наш, но почему он без петлиц на гимнастёрке и без ремня?
— Танков здесь не видели? — Каких танков? — Наших, конечно. — Нет, не видели. — Откуда идёте? — Нас ведут… в плен. За колонной спрятались немцы. — У, гад! — воскликнул Середа. — Почему же не сказал сразу!

Пока он залезал в кабину, по нему успели выпустить несколько очередей немецкие автоматчики, сопровождавшие колонну военнопленных. Один из них подбежал очень близко, разряжая свой автомат. Середа рывком дал газ, резко развернул самолёт, свалил несколько немцев крылом, струёй воздуха. Разбежался, взлетел. Был тяжело ранен. Терял сознание. Еле удерживал ручку управления. Наверное, по этой причине полетел прямо на юг, к морю. Залетел к немцам. Уже от Таганрога взял правильное направление и приземлился здесь. В санчасти, куда доставили Середу, лётчик прежде всего попросил сообщить в полк о прорыве нашего фронта.
Указом Президиума Верховного Совета СССР «О присвоении звания Героя Советского Союза начальствующему составу Красной Армии» от 23 ноября 1942 года за «образцовое выполнение боевых заданий командования на фронте борьбы с немецкими захватчиками и проявленные при этом отвагу и геройство» удостоен звания Героя Советского Союза с вручением ордена Ленина и медали «Золотая Звезда».
В период с 26 августа 1942 года по 9 марта 1943 года командовал 84-м «А» истребительным авиационным полком (4-я воздушная армия, Северо-Кавказский фронт).
С 1943 года — инспектор Главного управления боевой подготовки ВВС РККА. Продолжал летать и на этой штабной должности. Так, в феврале—апреле 1945 года, во время командировки в 181-ю истребительную авиадивизию на 1-м Украинском фронте, выполнил 30 боевых вылетов, провёл 7 воздушных боёв и сбил 3 самолёта лично. К маю 1945 года гвардии майор Середа выполнил около 500 боевых вылетов, сбил 8 самолётов противника лично и 6 — в группе. Ещё 2 самолёта сжёг при штурмовках вражеских аэродромов.
Участник советско-японской войны.
После войны продолжал службу в ВВС. В 1955 году окончил ВАК при Военной академии Генштаба. С 1963 года генерал-майор авиации Середа — в запасе.
Жил и работал в городе Ростов-на-Дону. Умер 7 декабря 1984 года, похоронен в Ростове-на-Дону на Северном кладбище.

## Награды
- Герой Советского Союза (Указ от 23 ноября 1942 года);
- четыре ордена Ленина (23.02.1942, 29.04.1942, 23.11.1942, 20.09.1947);
- четыре ордена Красного Знамени (23.12.1941, 6.04.1945, 31.07.1948, 22.02.1955);
- орден Красной Звезды (13.06.1952)[4];
- медали СССР.
- медаль «Китайско-советской дружбы» (КНР)

## Память

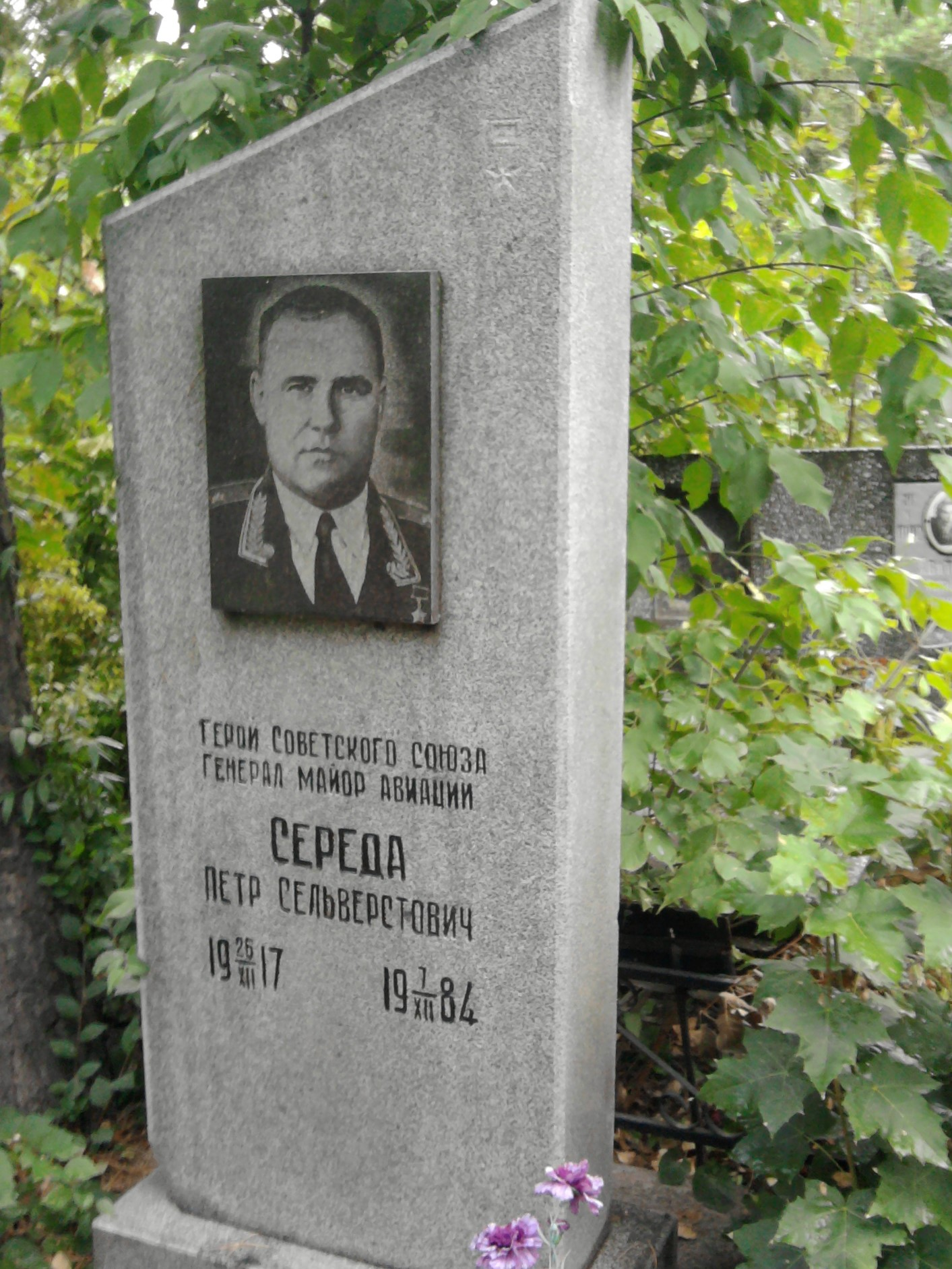
Надгробный памятник на могиле Героя Советского Союза Середа Петра Сельверстовича.

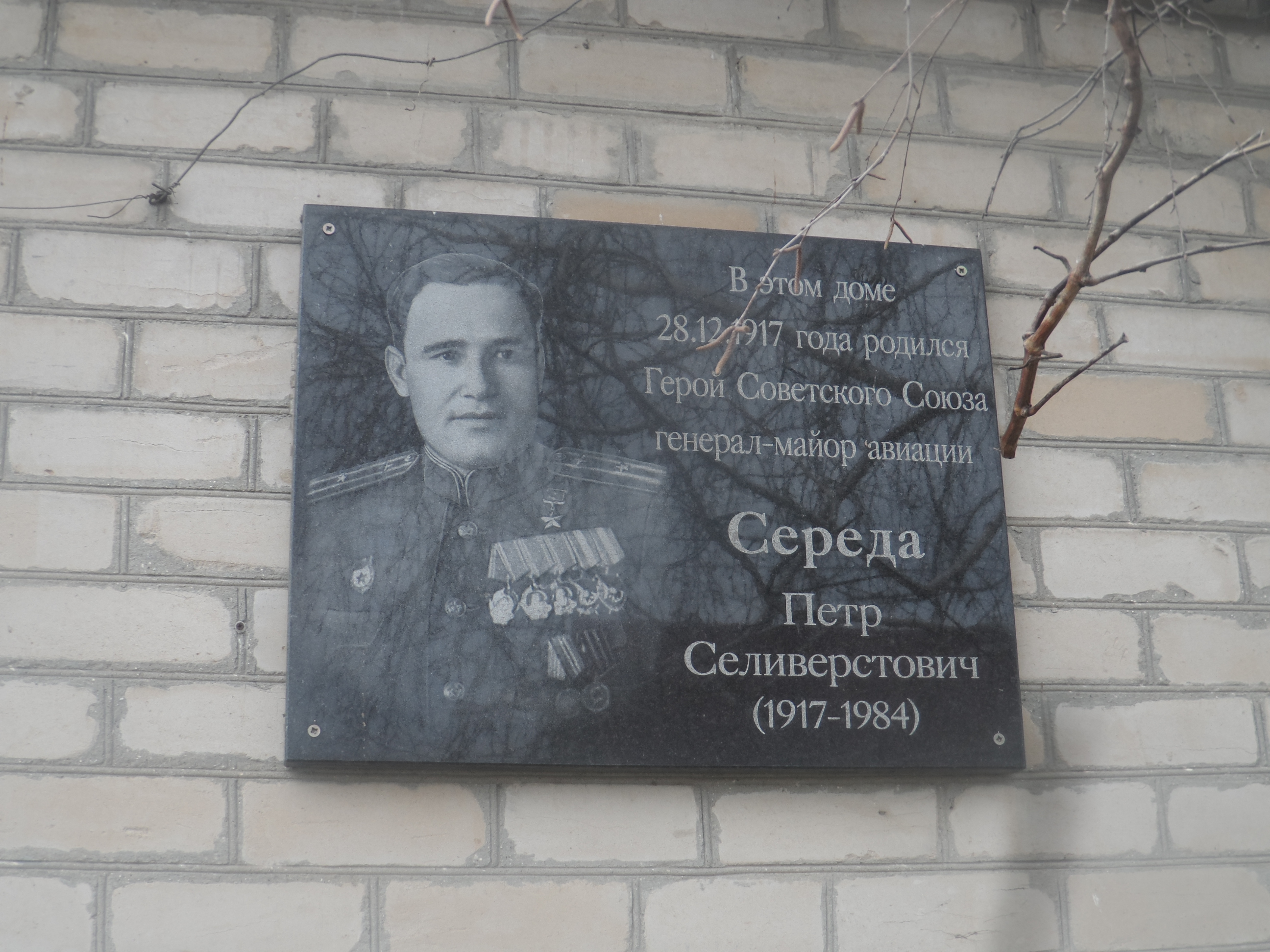
Мемориальная доска

- На здании аэроклуба, где ранее располагалась Мелитопольская авиационная школа, в которой обучался Герой, 17 августа 2013 года установлена мемориальная доска[5].